# BMW Seria 5
BMW Seria 5 este o mașină din segmentul E fabricată de BMW încă din 1972. Este succesorul sedanelor New Class și se află în cea de-a șaptea generație.
Inițial, Seria 5 a fost disponibilă doar într-un stil de caroserie sedan. Stilul caroseriei break (denumit „Touring”) a fost adăugat în 1991, iar fastback-ul cu 5 uși (denumit „Gran Turismo”) a fost produs în perioada 2009–2017.

## Istoric
Prima generație a seriei 5 a fost propulsată de motoare pe benzină inline-4 și straight-6 cu aspirație naturală. Generațiile următoare au fost alimentate de motoare inline-4, straight-6, V8 și V10, cu aspirație naturală și turbosupraalimentare. Din 1982, motoarele diesel au fost incluse în Seria 5.
Seria 5 este cel mai bine vândut model BMW după Seria 3. La 29 ianuarie 2008, a fost fabricat cel de-a 5 ediție a 5 Series, o berlină 530d în carbon negru metalic.
Convenția de numire a modelului BMW din trei cifre a început cu prima Seria 5, astfel că Seria 5 a fost prima linie de modele BMW care a folosit „Seria” în nume.

## A doua generație (E28; 1981)
De la E28, toate generațiile Seriei 5 au inclus un model „M”, numit BMW M5.

## A șasea generație (F10/F11/F07/F18; 2010)
BMW F10/F11/F07/F18 este a șasea generație a Seriei BMW 5, care a fost fabricată pentru anii model 2010–2017. Stilurile de caroserie ale gamei sunt:
- Sedan/limuzină cu 4 uși (F10)
- Estate/break cu 5 uși (F11, comercializat ca „Touring”)
- Fastback cu 5 uși (F07, comercializat ca „Gran Turismo”)
- Sedan cu 4 uși cu ampatament lung (F18, vândut doar în China și Orientul Mijlociu)

F07 Gran Turismo a fost singura Serie 5 produsă până în prezent ca fastback. F10 a fost, de asemenea, prima Serie 5 care a oferit o transmisie hibridă, un motor V8 turbo, o transmisie automată cu 8 trepte, o transmisie cu dublu ambreiaj, direcție activă pe puntea spate (numită „Integral Active Steering”), servodirecție electrică, suspensie față cu braț triunghiular, un panou de instrumente LCD (numit „Black Panel Display”) și parcare automată (numită „Parking Assistant”). Modelul F10 M5 era propulsat de motorul V8 twin-turbo S63, cu o transmisie cu dublu ambreiaj în 7 trepte. A fost primul M5 care a folosit un motor turbo. La fel ca generația anterioară, modelul F10 M5 a fost vândut în America de Nord cu o transmisie manuală.

## A opta generație (G60/G61/G68; 2024)
În iulie 2023, BMW a anunțat oficial că a început producția noii generații de Seria 5.